# Promenade Jacques-Hébertot
La promenade Jacques-Hébertot est une voie située dans le 8e arrondissement de Paris, en France.

## Situation et accès
La promenade correspond au terre-plein central du boulevard des Batignolles (8e et 17e arrondissements), à hauteur du théâtre Hébertot et de la  rue du Mont-Dore.
Se trouve, à l'est, la promenade Cécile-Chaminade, vers la station de métro Place de Clichy, desservie par les lignes   .

## Origine du nom

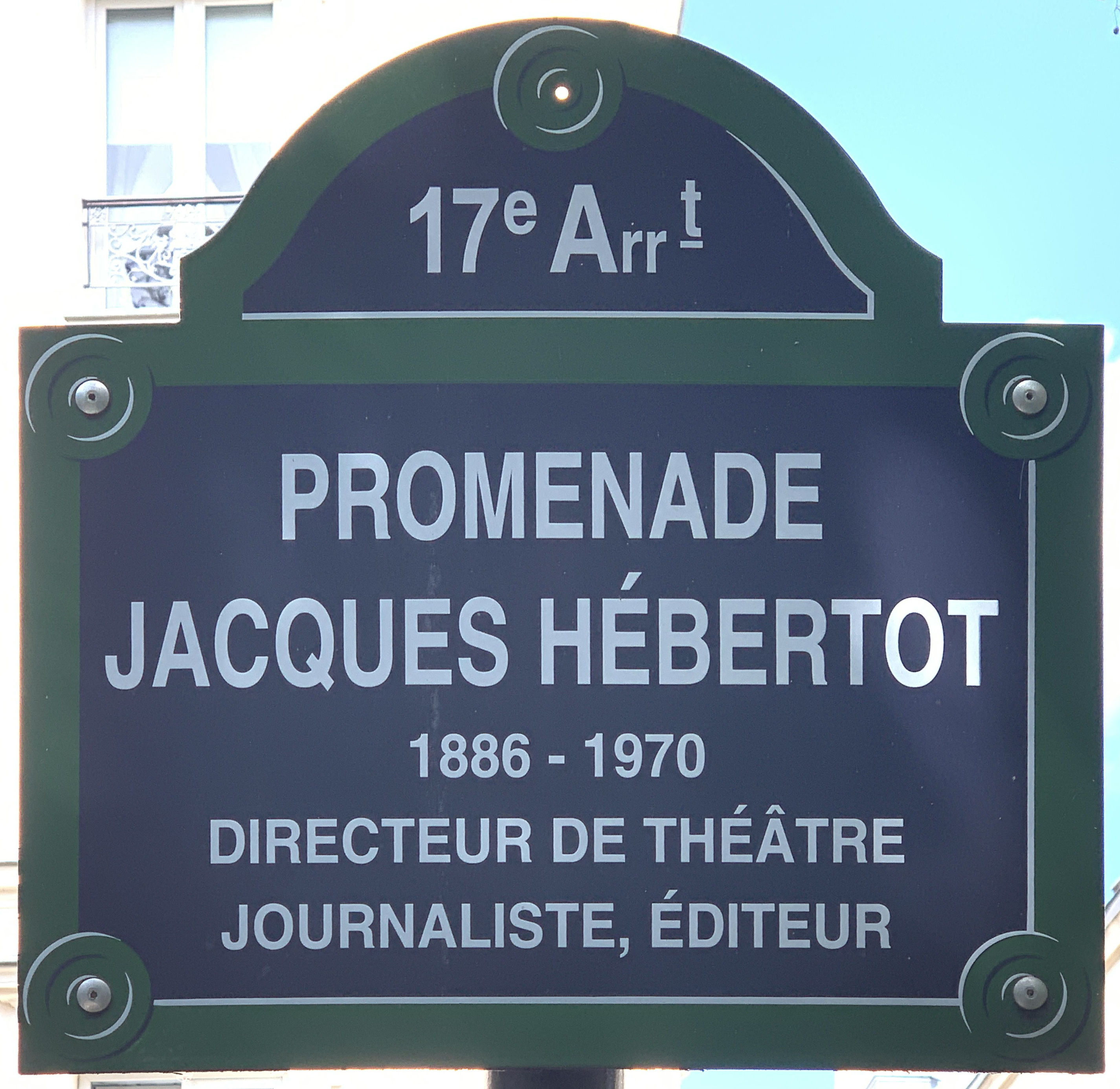
Plaque de la promenade.

La voie porte le nom de Jacques Hébertot (1886-1970), directeur de théâtre, poète, journaliste et éditeur. 
Elle fait face au théâtre Hébertot.

## Historique
Elle a été nommée par décision du Conseil de Paris, votée à l'unanimité, lors de la délibération du 4 octobre 2011. L'inauguration a eu lieu le 16 janvier 2014.